# 杉江一三
杉江 一三（すぎえ いちぞう、1908年〈明治41年〉9月18日 - 1999年〈平成11年〉7月27日）は、日本の海軍軍人、海上自衛官。海兵56期、海大甲種37期。第5代海上幕僚長、第2代統合幕僚会議議長。

## 略歴
愛知県出身。旧制愛知県熱田中学校（現：愛知県立瑞陵高等学校）を経て海軍兵学校に入校。太平洋戦争中は海軍大臣秘書官、南西方面艦隊参謀などを経て、終戦時は特殊潜航艇「海龍」36隻、人間魚雷「回天」6隻、「震洋」100隻を擁する横須賀鎮守府第1特攻戦隊第11突撃隊副長。
戦後は公職追放となり、北海道で酪農に従事するが、1953年（昭和28年）10月に海上自衛隊の前身である警備隊に入隊。1963年（昭和38年）7月、第2次防衛力整備計画実施期間中に海上幕僚長となり、第3次防衛力整備計画策定作業に参画した。その後、海上自衛隊から初の統合幕僚会議議長に就任。議長在任中の1964年（昭和39年）12月11日に原子力潜水艦保有論を主張し、その翌日に日本社会党が中央執行委員会を開き、原子力基本法違反に当たるとして杉江の免職を要求する事態となった。

## 年譜
- 1925年（大正14年）4月：海軍兵学校入校
- 1928年（昭和03年）3月：海軍兵学校卒業（第56期）
- 1929年（昭和04年）11月：海軍少尉任官
- 1931年（昭和06年）12月：海軍中尉に進級
- 1934年（昭和09年）11月：海軍大尉に進級
- 1935年（昭和10年）10月：海軍航海学校入校
- 1936年（昭和11年）11月：駆逐艦「夕立」航海長兼分隊長
- 1937年（昭和12年）
  - 12月1日：駆逐艦「山風」航海長兼分隊長[2]
  - 12月15日：練習艦隊参謀[3]
- 1938年（昭和13年）
  - 9月7日：海軍航海学校教官兼分隊長[4]
  - 12月15日：海軍大学校入校[5]
- 1939年（昭和14年）11月15日：海軍少佐に進級[6]
- 1940年（昭和15年）
  - 4月24日：海軍大学校卒業（甲種37期）、敷設艦「常盤」航海長兼分隊長[7]
  - 8月17日：海軍省副官[8]
  - 9月14日：兼ねて海軍大臣秘書官[9]
- 1943年（昭和18年）
  - 7月6日：南西方面艦隊参謀[10]
  - 9月20日：兼補第一三航空艦隊参謀[11]
- 1944年（昭和19年）
  - 5月1日：海軍中佐に進級[12]
  - 9月25日：軍令部出仕兼海軍省出仕[13]
  - 11月1日：海軍省軍務局局員兼海軍技術会議議員[14]
- 1945年（昭和20年）
  - 4月25日：兼補軍令部部員[15]
  - 5月27日：兼補大本営海軍参謀海軍総合部部員[16]
  - 7月25日：第一特攻戦隊第十一突撃隊副長[17]（油壺湾にて特攻兵器震洋を運用）
  - 9月15日：水路部部員[18]
  - 10月20日：海軍省出仕[19]
  - 11月29日：予備役に編入[20]
- 1947年（昭和22年）11月28日：公職追放仮指定[21]
- 1953年（昭和28年）
  - 10月2日：保安庁警備隊に入隊（1等警備正）、横須賀地方総監部附[22]
  - 11月20日：第二幕僚監部附[23]
- 1954年（昭和29年）7月1日：1等海佐、海上幕僚監部総務部総務課長[24]
- 1956年（昭和31年）9月1日：横須賀地方副総監[25]
- 1957年（昭和32年）
  - 6月1日：自衛艦隊幕僚長兼第1護衛隊群幕僚[26]
  - 8月16日：海将補に昇任[27]
- 1958年（昭和33年）1月16日：海上自衛隊幹部候補生学校校長[28]
- 1959年（昭和34年）
  - 4月1日：自衛艦隊司令部附[29]
  - 7月1日：第1護衛隊群司令[30]
- 1961年（昭和36年）3月1日：第8代 舞鶴地方総監[31]
- 1962年（昭和37年）
  - 1月1日：海将に昇任[32]
  - 7月16日：第8代 自衛艦隊司令官[33]
- 1963年（昭和38年）7月1日：第5代 海上幕僚長[34]
- 1964年（昭和39年）8月14日：第2代 統合幕僚会議議長[35]
- 1966年（昭和41年）4月30日：退官[36]。退官後は丸善石油顧問を経て、1969年（昭和44年）、日本水路図誌株式会社社長に就任[1]
- 1978年（昭和53年）11月3日：勲二等瑞宝章受章[37]
- 1999年（平成11年）7月27日：肺炎のため横須賀市衣笠病院で死去（享年90）、叙・正四位[38]

## 栄典
- 勲二等瑞宝章 - 1978年（昭和53年）11月3日